# Prva hrvatska kuglačka liga
Prva hrvatska kuglačka liga je najviši razred hrvatskoga kuglačkog natjecanja. Osnovana je 1991. godine nakon ostvarivanja hrvatske samostalnosti. Kugla se inačica s devet čunjeva klasičnim načinom koja je pod upravom WNBA-NBC (Ninepin Bowling Classic). 

## Natjecateljski sustav
Igra se po dvokružnome ligaškom sustavu: po jedna utakmica u domaćoj i jedna u gostujućoj kuglani. U ligi sudjeluje deset klubova.
Bodovanje
- 1993./94.

2 boda za pobjedu, 0 za poraz
- 1994./95. – danas

2 boda za pobjedu, 1 za neriješeno, 0 za poraz

## Popis klubova koji su sudjelovali (1992. – 2021./22.)
Godina prvog sudjelovanja navedena je pored kluba.
Poredani abecedno prvo po sjedištu kluba pa zatim po nazivu, jer se nazivi klubova često mijenjaju.
ugašeni klubovi
| - Željezničar, Belišće - Bjelovar, Bjelovar - Čakovec, Čakovec (TSH, TSH Velecommerce, Velecommerce) - Željezničar, Čakovec - Fortuna, Đakovo (Fortuna-Klobučar, Fortuna-Sun Truck) - Imotski, Imotski - Podravka, Koprivnica - Zanatlija, Nova Gradiška (1992., 1992./93.) - Novska, Novska - Klek, Ogulin - Kandit, Osijek (Kandit Premijer) (1992.) - Osijek, Osijek (MK Slavonija, Slavonija, MK Slavonija – Konikom, Konikom) (1992.) - Zara – Auto Matrix, Osijek (Opeka, Pampas, Monte-mont) - Velebit, Otočac | - Ceste, Pula (1992.) - Kvarner, Rijeka (1992.) - Lokomotiva, Rijeka (1992./93.) - Mlaka, Rijeka - Rijeka, Rijeka (Adrianeon, Adrianeon Matulji, Adria-Neon Matulji, Adrianeon Rijeka) - Polet, Skrad - Zanatlija, Slavonski Brod - Brodosplit, Split (1992.) - Marjan, Split (1992.) - Mertojak, Split - Poštar, Split (HPT, TKC, HT-TKC) (1992.) | - Vrlika, Split - Šubićevac, Šibenik - Bojovnik, Trilj (Trilj) - Radnik, Velika Gorica - Cestorad, Vinkovci (Spačva) (1992.) - Zadar, Zadar (Poštar, Poštar – Poštanska štedionica) (1992.) - Auto Hrvatska, Zagreb - FC Loto, Zagreb (1992./93.) - Grmoščica, Zagreb (1992.) - Jedinstvo-Elektra, Zagreb (Jedinstvo) - Medveščak 1958, Zagreb (Medveščak, Medveščak – Infosistem, Medveščak – Gradex, Medveščak – Dispomed, Medveščak – Oglasnik) (1992.) - Oglasnik I, Zagreb - Ponikve, Zagreb - Purger, Zagreb - Zaprešić, Zaprešić (Vodoplin) |

## Izdanja
Kazalo
* U zagradi je broj klubova koji je isprva trebao sudjelovati u Prvenstvu; izbačeni ili odustali.
| Godina      | Broj * klubova | Prvaci                            | Prvaci | Doprvaci                              | Doprvaci | Trećeplasirani                  | Četvertoplasirani               |
| ----------- | -------------- | --------------------------------- | ------ | ------------------------------------- | -------- | ------------------------------- | ------------------------------- |
| Godina      | Broj * klubova | Klub                              | Bodovi | Klub                                  | Bodovi   | Trećeplasirani                  | Četvertoplasirani               |
| Prva liga   |                |                                   |        |                                       |          |                                 |                                 |
| 1992.       | 11 (12)        | Grmoščica (Zagreb)                | 88     | Poštar – Poštanska štedionica (Zadar) | 73       | Medveščak – Infosistem (Zagreb) | Poštar (Split)                  |
| 1992./93.   | 14             | Medveščak – Gradex (Zagreb)       | 50     | Grmoščica (Zagreb)                    | 46       | Brodosplit (Split)              | Osijek                          |
| 1993./94.   | 12             | Medveščak – Gradex (Zagreb) (2)   | 42     | Grmoščica (Zagreb)                    | 38       | Brodosplit (Split)              | Poštar (Zadar)                  |
| Prva A liga |                |                                   |        |                                       |          |                                 |                                 |
| 1994./95.   | 11             | Medveščak – Gradex (Zagreb) (3)   | 38     | Grmoščica (Zagreb)                    | 35       | Zadar                           | Kvarner (Rijeka)                |
| 1995./96.   | 11             | Medveščak – Gradex (Zagreb) (4)   | 38     | Grmoščica (Zagreb)                    | 36       | Zadar                           | Podravka (Koprivnica)           |
| 1996./97.   | 12             | Medveščak – Gradex (Zagreb) (5)   | 42     | Grmoščica (Zagreb)                    | 36       | Zadar                           | Marjan (Split)                  |
| 1997./98.   | 12             | Medveščak – Dispomed (Zagreb) (6) | 38     | Grmoščica (Zagreb)                    | 36       | Zadar                           | Kandit-Premijer (Osijek)        |
| 1998./99.   | 12             | Zadar                             | 36     | Grmoščica (Zagreb)                    | 34       | Medveščak – Dispomed (Zagreb)   | Kandit-Premijer (Osijek)        |
| 1999./2000. | 11             | Zadar (2)                         | 32     | Kandit Premijer (Osijek)              | 29       | Grmoščica (Zagreb)              | MK Slavonija – Konikom (Osijek) |
| 2000./01.   | 12             | MK Slavonija – Konikom (Osijek)   | 40     | Kandit Premijer (Osijek)              | 39       | Zadar                           | Adrianeon (Matulji)             |
| 2001./02.   | 12             | Kandit Premijer (Osijek)          | 38     | MK Slavonija – Konikom (Osijek)       | 33       | Adrianeon (Matulji)             | TKC (Split)                     |
| Prva liga   |                |                                   |        |                                       |          |                                 |                                 |
| 2002./03.   | 12             | Kandit Premijer (Osijek) (2)      | 40     | Konikom (Osijek)                      | 33       | Zadar                           | Adrianeon (Rijeka)              |
| 2003./04.   | 12             | Konikom (Osijek) (2)              | 35     | Adrianeon (Rijeka)                    | 35       | Grmoščica (Zagreb)              | Novska                          |
| 2004./05.   | 12             | Zadar (3)                         | 36     | Adrianeon (Rijeka)                    | 31       | Grmoščica (Zagreb)              | Konikom (Osijek)                |
| 2005./06.   | 12             | Zadar (4)                         | 38     | Konikom (Osijek)                      | 32       | Adrianeon (Rijeka)              | Grmoščica (Zagreb)              |
| 2006./07.   | 12             | Zadar (5)                         | 40     | Grmoščica (Zagreb)                    | 31       | Konikom (Osijek)                | Adrianeon (Rijeka)              |
| 2007./08.   | 12             | Zadar (6)                         | 38     | Konikom (Osijek)                      | 35       | Adrianeon (Rijeka)              | Grmoščica (Zagreb)              |
| 2008./09.   | 12             | Zadar (7)                         | 36     | Konikom (Osijek)                      | 29       | Novska                          | Poštar (Split)                  |
| 2009./10.   | 12             | Zadar (8)                         | 36     | Zaprešić                              | 34       | Novska                          | Poštar (Split)                  |
| 2010./11.   | 12             | Zadar (9)                         | 41     | Zaprešić                              | 33       | Konikom (Osijek)                | Poštar (Split)                  |
| 2011./12.   | 12             | Konikom (Osijek) (3)              | 40     | Medveščak 1958 (Zagreb)               | 37       | Zaprešić                        | Zadar                           |
| 2012./13.   | 12             | Zaprešić                          | 40     | Zadar                                 | 37       | Konikom (Osijek)                | Grmoščica (Zagreb)              |
| 2013./14.   | 12             | Zaprešić (2)                      | 44     | Zadar                                 | 38       | Osijek                          | Grmoščica (Zagreb)              |
| 2014./15.   | 12             | Zaprešić (3)                      | 40     | Zadar                                 | 35       | Medveščak 1958 (Zagreb)         | Grmoščica (Zagreb)              |
| 2015./16.   | 12             | Zaprešić (4)                      | 40     | Medveščak 1958 (Zagreb)               | 36       | Grmoščica (Zagreb)              | Osijek                          |
| 2016./17.   | 10             | Mertojak Split                    | 33     | Zaprešić                              | 32       | Poštar (Split)                  | Grmoščica (Zagreb)              |
| 2017./18.   | 10             | Zaprešić (5)                      | 31     | Mertojak Split                        | 28       | Grmoščica (Zagreb)              | Bjelovar                        |
| 2018./19.   | 10             | Zaprešić (6)                      | 36     | Mertojak Split                        | 25       | Grmoščica (Zagreb)              | Osijek                          |
| 2019./20.   | 10             | Zaprešić (7)                      | 32     | Mertojak Split                        | 31       | Bjelovar                        | Grmoščica (Zagreb)              |
| 2020./21.   | 10             | Mertojak Split (2)                | 34     | Zaprešić                              | 27       | Medveščak 1958 Zagreb           | Bjelovar                        |
| 2021./22.   | 10             | Mertojak Split (3)                | 32     | Zaprešić                              | 29       | Zadar                           | Osijek                          |
| 2022./23.   | 10             | Zaprešić (8)                      | 35     | Mertojak Split                        | 29       | Zadar                           | Poštar (Split)                  |

### Klubovi po uspješnosti
stanje nakon sezone 2022./23. 
| Klub           | Sjedište | Prvak | Drugi | TOP4 | Ostali nazivi; Napomene                                                     |
| -------------- | -------- | ----- | ----- | ---- | --------------------------------------------------------------------------- |
| Zadar          | Zadar    | 9     | 4     | 23   | Poštar – Poštanska štedionica, Poštar                                       |
| Zaprešić       | Zaprešić | 8     | 5     | 14   |                                                                             |
| Medveščak 1958 | Zagreb   | 6     | 2     | 12   | Medveščak, Medveščak – Infosistem, Medveščak – Gradex, Medveščak – Dispomed |
| Osijek         | Osijek   | 3     | 5     | 18   | MK Slavonija – Konikom, Konikom                                             |
| Mertojak       | Split    | 3     | 4     | 7    |                                                                             |
| Kandit         | Osijek   | 2     | 2     | 6    | Kandit Premijer                                                             |
| Grmoščica      | Zagreb   | 1     | 8     | 22   |                                                                             |
| Rijeka         | Rijeka   | 0     | 2     | 6    | Adrianeon Matulji, Adrianeon, Adrianeon Rijeka, Rijeka                      |
| Poštar         | Split    | 0     | 0     | 6    |                                                                             |
| Bjelovar       | Bjelovar | 0     | 0     | 3    |                                                                             |
| Novska         | Novska   | 0     | 0     | 3    |                                                                             |
| Brodosplit     | Split    | 0     | 0     | 2    |                                                                             |

## Vanjske poveznice
- kuglanje.hr, 1. Hrvatska kuglačka liga za muškarce  Arhivirana inačica izvorne stranice od 1. travnja 2016. (Wayback Machine)
- kuglacki-savez-os.hr, 1. Hrvatska kuglačka liga za muškarce